# Il gigante di Boston
Il gigante di Boston è una pellicola biografica del 1945 sulla vita del grande pugile statunitense John L. Sullivan, celebre per essere stato il primo campione dei pesi massimi nell'ultimo incontro disputato a mani nude nel 1882. Sullivan perse il titolo nel 1892 per mano di James J. Corbett, sulla vita del quale era stata girata una pellicola biografica pochi anni prima, Il sentiero della gloria (1942), con l'attore Ward Bond nel ruolo di Sullivan.
Noto con il nome di The Boston Strong Boy, Sullivan emerse praticamente dal nulla prima di diventare campione dei pesi massimi nel 1882. La pellicola narra soprattutto il periodo di ascesa e declino successivo al titolo, nel quale il campione, rapito ed ammaliato dalla fama e dalla ricchezza, sprofondò in un pesante abbrutimento sia fisico che mentale che lo portò non solo alla perdita del titolo nel 1892, ma a una successiva fase di alcoolismo e di miseria, durante la quale perse la stima di gran parte dei suoi amici, ma soprattutto di sua moglie che lo aveva accompagnato da tutta una vita. La parabola discendente tuttavia subirà un arresto quando Sullivan cercherà di redimersi, abbandonando il vizio dell'alcool e cercando di riguadagnare la stima di se stesso e dei suoi cari tentando un'ultima scalata al titolo.